# Bomílcar (siglo II a. C.)
Bomílcar fue un noble númida y uno de los mayores seguidores del rey Yugurta, al que finalmente traicionó.
Amigo íntimo de Yugurta y depositario de una inmensa confianza, Bomílcar fue utilizado como agente secreto. Sobre todo, cuando Yugurta se encontraba en Roma en 108 a. C. Bomílcar asesinó al Príncipe Massiva, que se encontraba en Roma con el fin de presionar al Senado para que le declarara rey de Numidia. Massiva era nieto de Masinisa y por tanto uno de los principales rivales de Yugurta al trono. El asesinato fue descubierto y se acusó de cometerlo a Bomílcar, al que se encerró para que compareciera en un juicio. Sin embargo, antes de que se celebrase, Yugurta le rescató y le trajo a Numidia.
Al año siguiente, cuando estalló la Guerra de Yugurta, comandó una parte del ejército númida y fue derrotado por Publio Rutilio Rufo en la Batalla de Muthul. Durante el invierno de ese mismo año, el general romano al cargo del frente, Quinto Cecilio Metelo el Numídico, lo abrumó con promesas de favorecerle si entregaba a Yugurta, vivo o muerto. Bomílcar aceptó entusiasmado ante la posibilidad de coronarse rey de Numidia, al mismo tiempo aconsejó a su rey que enviara a Metelo ofertas de rendición.
Debido a este consejo, el rey comenzó a sospechar de su hasta entonces más leal súbdito y lo ejecutó por traición al descubrir la conspiración contra él por el agente o secretario de un noble que participaba en la misma; el noble, llamado Nabsalda, también fue probablemente asesinado.